# Fontana della Sellaria
Fontana della Sellaria ili Selleria je barokna javna fontana na trgu piazzetta del Grande Archivio u Napulju, Italija. Íñigo Vélez de Guevara naručio ju je 1649. godine od Onofrija Antonija Gisolfija u znak sjećanja na svoje gušenje Napuljske republike.

## Vanjske poveznice
|  | Zajednički poslužitelj ima još gradiva o temi Fontana della Sellaria |